# Helmut Heid
Helmut Heid (* 21. März 1934 in Köln) ist ein deutscher Pädagoge.

## Leben
Nach dem Studium der Wirtschafts- und Sozialwissenschaften an der Universität zu Köln (Diplomhandelslehrer) promovierte Heid zum Dr. rer. pol. und wurde anschließend habilitiert. Danach übernahm er die Vertretung des Lehrstuhls für Wirtschaftspädagogik der Freien Universität Berlin.
Heid wurde 1969 auf den neu gegründeten Lehrstuhl für Pädagogik an die Universität Regensburg berufen und übte dieses Amt bis zu seiner Emeritierung im Jahre 2002 aus. In diesem Zeitraum war er Mitglied beziehungsweise Vorsitzender unterschiedlicher Forschungsgesellschaften:
- 1978–1986: Mitglied des Vorstandes der Deutschen Gesellschaft für Erziehungswissenschaft
- 1982–1986: Erster Vorsitzender der Deutschen Gesellschaft für Erziehungswissenschaft
- 1991–2000: Vorsitzender des Fachausschusses Pädagogik der Deutschen Forschungsgemeinschaft

Heid erhielt am 2. Dezember 2017 die Ehrendoktorwürde (Dr. h.c.) von der Universität Bern.

## Arbeits- und Forschungsschwerpunkte
Heid befasst sich vor allem mit den Bereichen der Wissenschaftstheorie der Pädagogik, der Begabungsforschung, dem Verhältnis von Bildungs- und Beschäftigungssysstem. Des Weiteren setzt er sich auch mit bildungspolitischen Maximen und Programmen auseinander.